# Olle Reuterwall

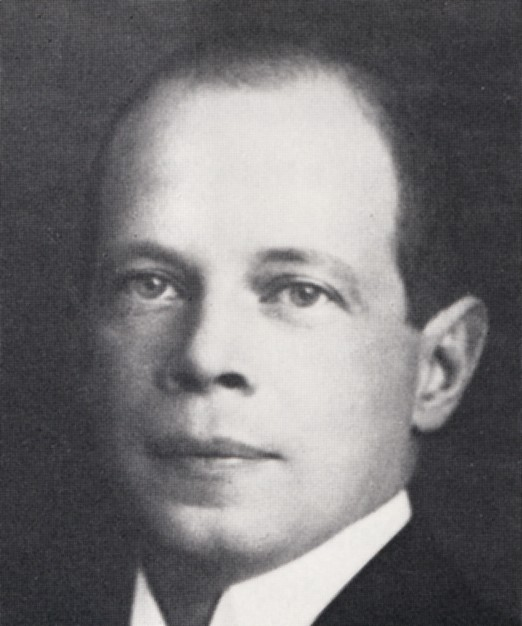
Olle Reuterwall

Olof "Olle" Gustaf Magnus P-Son Reuterwall, född 13 oktober 1888 i Hallingebergs församling, Kalmar län, död 13 januari 1956 i Danderyds församling var en svensk läkare och patolog. Han var professor i radiopatologi vid Karolinska institutet mellan 1941 och 1954.
År 1923 inrättades på Radiumhemmet en så kallad svulstpatologisk avdelning med Olle Reuterwall som chef. Vid den tiden låg Radiumhemmets lokaler fortfarande vid Fjällgatan 23. I samband med planeringen för Radiumhemmets nya  “Jubileumsklinik” på Karolinska sjukhusets område avsattes medel för en särskild svulstpatologisk institution i direkt anslutning till nya kliniken.
Efter flytten till Radiumhemmets nya anläggningar på Karolinska sjukhuset 1938 blev avdelningens namn Radiopatologiska institutionen, som övertogs 1941 av Karolinska institutet. Förste innehavaran av professuren blev Olle Reuterwall.